# Vladimer Boisa
Vladimer Boisa (in georgiano ვლადიმერ ბოისა?; Rustavi, 4 luglio 1981) è un ex cestista georgiano con cittadinanza slovena.
Alto 205 cm, giocava come ala grande.

## Carriera
Dopo aver esordito con la maglia dell'Azot Rustavi, e dopo un'ottima stagione con la maglia degli sloveni dello Geoplin Slovan Lubiana, Boisa si trasferisce nell'Union Olimpija, squadra con la quale ha giocato l'Euroleague per tre stagioni (dal 2001-02 al 2003-04), e con la quale ha conquistato due campionati sloveni, una supercoppa slovena e una Lega Adriatica.
Durante la sua permanenza in Slovenia si sposa acquisendo così il passaporto sloveno, che gli permette di giocare come comunitario nel campionato italiano nelle stagioni 2005-06 e 2006-07: le sue ottime performance gli valgono infatti la chiamata del Mens Sana Basket a Siena, col quale vince, seppur senza dare un contributo rilevante, lo scudetto 2006-07. Al termine della stagione, convinto dalla possibilità di giocare con più costanza rispetto a Siena, arriva il trasferimento ai russi dello Spartak Primor'e, squadra russa.
Nel 2008 passa al Minorca.
L'anno successivo ha lasciato la Russia per giocare in Grecia, nell'Aris.

## Palmarès
- Campionato sloveno: 3

Olimpija Lubiana: 2002, 2004, 2005
- Campionato italiano: 1

Mens Sana Siena: 2006-07
- Coppa di Slovenia: 4

Olimpija Lubiana: 2002, 2003, 2005, 2011
- Supercoppa slovena: 3

Olimpija Lubiana: 2003, 2004, 2005
- Lega Adriatica: 1

Olimpija Lubiana: 2001-02